# 少君
少君，本名钱建军，是最早在中文网络上写作的作家之一。
少君以李远、未名、马奇、赵军、程路、剑君等笔名活跃于海内外文坛，一九九八年的《世界华文文学》还将其选为年度封面人物。
少君博士曾就读北京大学声学物理专业，美国德州大学经济学专业。曾任职工厂工程师、《经济日报》记者、美国匹兹堡大学研究员、美国TII公司副董事长。兼任中国厦门大学、华侨大学、南昌大学教授等职务。

## 主要作品
- 《未名湖》
- 《凤凰城闲话》
- 《人生自白》
- 《阅读成都》
- 《台北素描》